# Vůně ženy
Vůně ženy (v anglickém originále Scent of a Woman) je americký dramatický film z roku 1992. Režisérem filmu je Martin Brest. Hlavní role ve filmu ztvárnili Al Pacino, Chris O’Donnell, James Rebhorn, Gabrielle Anwar a Philip Seymour Hoffman.

## Ocenění
Al Pacino získal za roli v tomto filmu Oscara a Zlatý glóbus. Film byl oceněn Zlatým glóbem v kategorii nejlepší film - drama. Bo Goldman získal Zlatý glóbus za nejlepší scénář. Film byl dále nominován na tři Oscary (nejlepší film, režie, scénář), Zlatý glóbus (nejlepší mužský herecký výkon ve vedlejší roli ve filmu) a cenu BAFTA (nejlepší scénář).

## Obsazení
| Al Pacino              | Frank Slade   |
| Chris O’Donnell        | Charlie Simms |
| James Rebhorn          | pan Trask     |
| Gabrielle Anwar        | Donna         |
| Philip Seymour Hoffman | George Willis |
| Gene Canfield          | Manny         |
| Richard Venture        | William Slade |
| Bradley Whitford       | Randy Slade   |